# 特倫特湖
53°43′15.93″N 11°52′30.69″E / 53.7210917°N 11.8751917°E

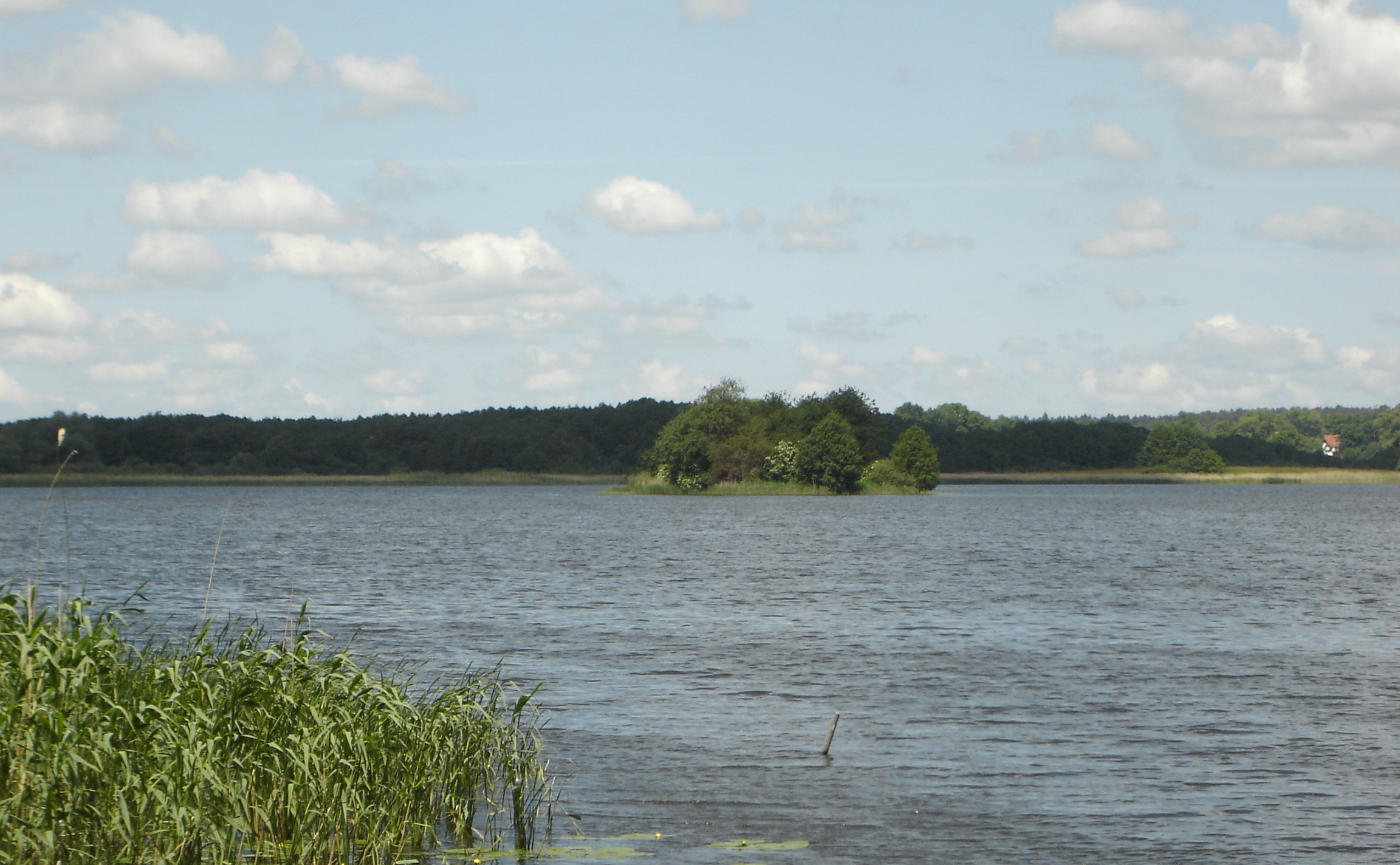

特倫特湖（德語：Trenntsee），是德國的湖泊，位於該國東北部梅克倫堡-前波美拉尼亞州，由路德維希斯盧斯特-帕爾希姆縣負責管轄，長1.5公里、寬1.2公里，面積1.1平方公里，海拔高度9米。